# Konstanty Przebendowski
Konstanty Przebendowski (ur. 25 grudnia 1776 roku w Gdańsku, zm. 1 października 1831 roku) – generał brygady Armii Królestwa Polskiego.

## Życiorys
Wnuk gen. Józefa Przebendowskiego. Był chorążym targowickiej formacji Regimentu Pieszego pod im. Konfederacji Wolnych.
Walczył w powstaniu kościuszkowskim w 1794. Odznaczył się męstwem i za zasługi awansowany na porucznika 17 regimentu pieszego.
Od 1797 oficer Legionów Polskich we Włoszech. Odbył wszystkie kampanie włoskie i od 1799 brał udział w wyprawie na San Domingo jako adiutant gen. Władysława Jabłonowskiego. Tam w 1803 przeszedł do służby francuskiej i w stopniu szefa szwadronu został adiutantem gen. Rochambeau. Jako oficer gen. Marmonta odbył kampanie w Dalmacji 1805–1807, po czym w stopniu majora przeniósł się do Księstwa Warszawskiego.
Od 1808 pułkownik i dowódca 1 pułku strzelców konnych. Walczył w kampanii austriackiej 1809 i moskiewskiej 1812. W 1812 przystąpił do Konfederacji Generalnej Królestwa Polskiego Przez własną nieostrożność dostał się do niewoli rosyjskiej pod Mołodecznem.
Od 1815 w armii Królestwa Polskiego, początkowo szef sztabu Dywizji Jazdy, potem dowódca Brygady Strzelców Konnych.
Awansowany do stopnia generała w 1815. W walkach powstania listopadowego udziału nie brał. Usunięty z armii czynnej przez gen. Józefa Chłopickiego. Miał organizować siły zbrojne woj. mazowieckiego i kaliskiego, ale z powodu choroby wycofał się całkowicie ze służby.
Odznaczony Orderem Świętego Stanisława I klasy w 1829, II klasy w 1820 i III klasy w 1819.